# 風連駅
風連駅（ふうれんえき）は、北海道名寄市風連町本町（もとまち）にある北海道旅客鉄道（JR北海道）宗谷本線の駅である。電報略号はフレ。事務管理コードは▲121816。駅番号はW46。普通列車のほか快速「なよろ」全列車が停車する。

## 歴史

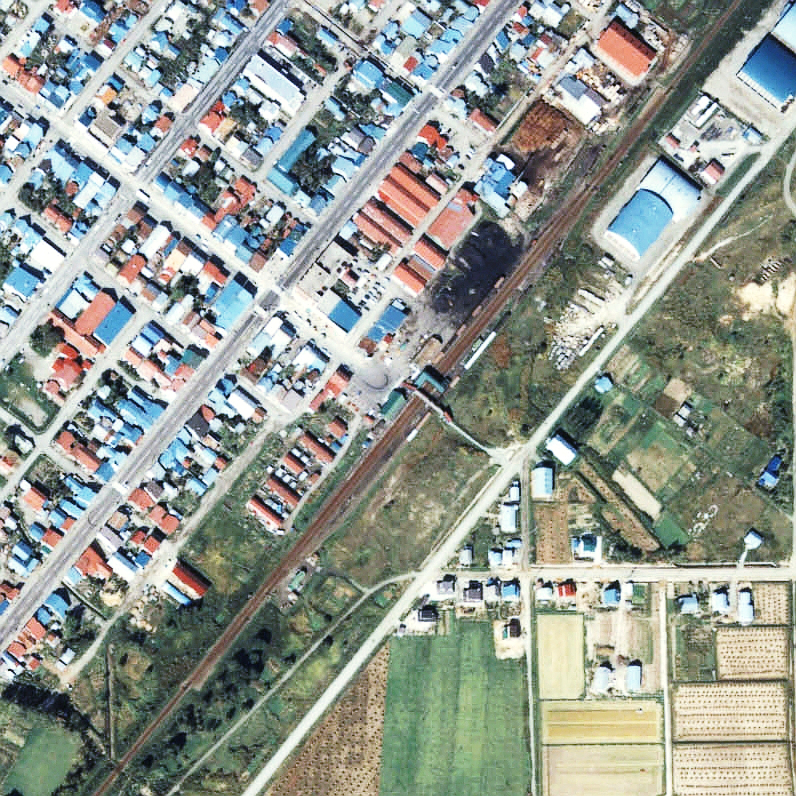
1977年の風連駅と周囲約500m範囲の状況。右上が名寄方面。千鳥式ホームと副本線、駅舎横の名寄側に貨物積卸場と引込み線がある。駅裏には広いストックヤードがあるが、この写真の時点では既に使用されていない様子である。ホームの跨線橋のすぐ旭川側に東口への連絡橋がある。

- 1903年（明治36年）9月3日：北海道官設鉄道天塩線士別駅 - 名寄駅間延伸開業にともない設置[3][4]。一般駅[1]。
- 1905年（明治38年）4月1日：鉄道作業局に移管[3]。
- 1908年（明治41年）12月1日：公衆電信、電話取り扱い開始[5]。
- 1912年（大正元年）9月21日：宗谷線に線名を改称[3]。
- 1915年（大正4年）6月：多寄村会に当駅を「下多寄」に改称する諮問案が出される（その後撤回、後述）[5]。
- 1919年（大正8年）10月20日：宗谷本線に線名を改称[3]。
- 1920年（大正9年）3月3日：公衆電信、電話取り扱い廃止[5]。
- 1929年（昭和4年）10月1日：駅舎改築[5]。
- 1949年（昭和24年）6月1日：公共企業体である日本国有鉄道に移管。
- 1954年（昭和29年）12月14日：跨線橋架設[5]。
- 1965年（昭和40年）5月20日：人道橋架設[5]。
- 1982年（昭和57年）11月15日：貨物取扱い廃止[1][6]。
- 1984年（昭和59年）
  - 2月1日：荷物取扱い廃止[1]。
  - 11月10日：駅員無配置駅となり[7][6]、出改札業務廃止（連査閉塞運転要員はそのまま配置）[8]、簡易委託化[6][8]。
- 1986年（昭和61年）11月1日：電子閉塞導入により　連査閉塞運転要員も無人化[9][6][10]。
- 1987年（昭和62年）4月1日：国鉄分割民営化により、北海道旅客鉄道（JR北海道）の駅となる[1]。
- 1989年（平成元年）6月30日：駅舎改築、7月から供用開始[4][6][11][12]。風連町により開基90周年記念事業の一環で駅舎に展示室を合築し[11][6][12]、水洗トイレを隣に新設[6][12]。
- 1999年（平成11年）6月：翌2000年（平成12年）3月11日のダイヤ改正に伴う旭川駅 - 名寄駅間高速化に関連し、遅くとも同月までに分岐器の片開き弾性分岐器化・一線スルー化を実施[13]。
- 2003年（平成15年）11月1日：駅前商店での乗車券販売（簡易委託）廃止。

### 駅名の由来
所在地名（旧町名）より。アイヌ語の「フレペッ（hure-pet）」（赤い・川）が転訛したもの。
駅開業当時の自治体名は「多寄村」で、多寄村役場は1909年（明治42年）に風連市街に移転したため、役場への来客が当駅ではなく多寄駅で降りてしまうなどの不便があった。そのため「下多寄駅」への改称運動が行われたことがある。しかし、村自体が1938年（昭和13年）に風連村に改称（さらに同年に多寄駅を含む一帯が多寄村として再度分離）されたため、駅名と自治体名の不一致は解消された。

## 駅構造
稚内方に向かって左手に駅舎を設け、跨線橋で結ばれた千鳥式ホーム2面2線のホームを持つ地上駅。構内はもともと、駅舎側が下り本線（1番線）、対向が上り本線（2番線）であったが、高速化工事により1999年（平成11年）までに、駅舎対向の旧上り本線（2番線）を本線とする一線スルー構造に改築されている。
士別駅管理の無人駅。新生町に向かう陸橋が設置されている。

### のりば
| 番線 | 路線      | 方向           | 行先               |
| ---- | --------- | -------------- | ------------------ |
| 1    | ■宗谷本線 | 上り           | 旭川方面           |
| 1    | ■宗谷本線 | 下り           | 名寄・音威子府方面 |
| 2    | ■宗谷本線 | （通過ホーム） | （通過ホーム）     |

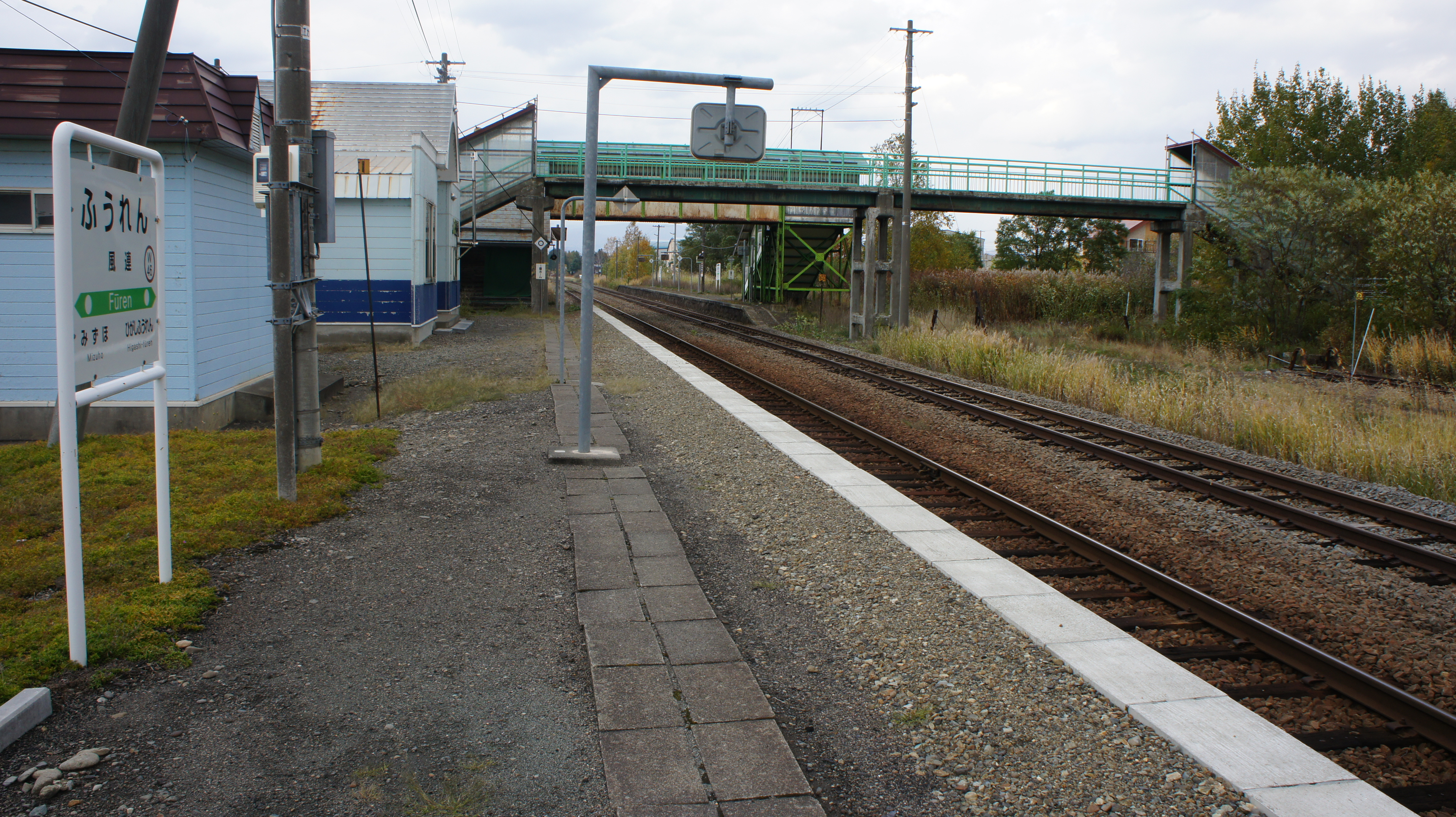
ホーム（2017年10月）
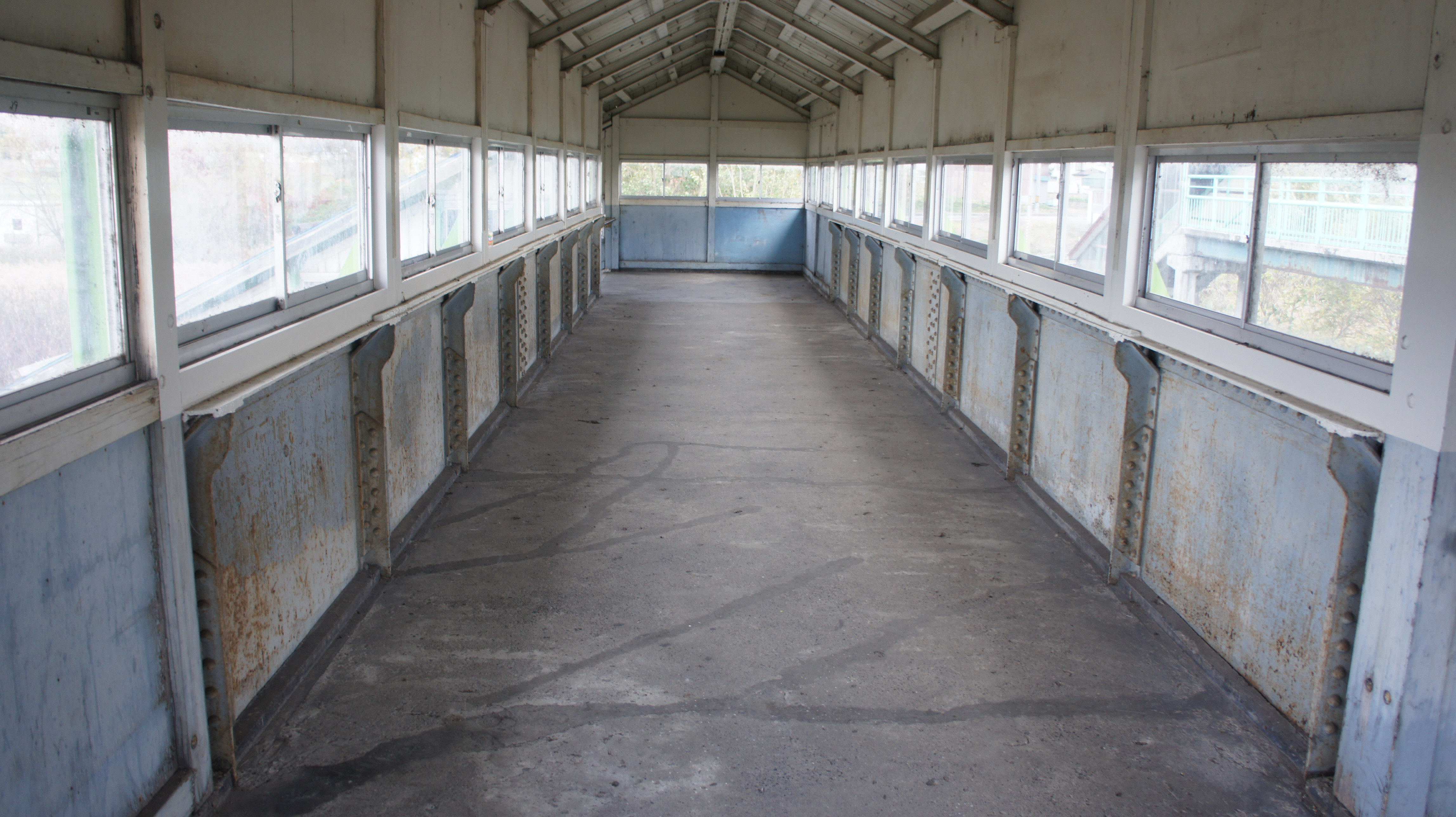
跨線橋（2017年10月）
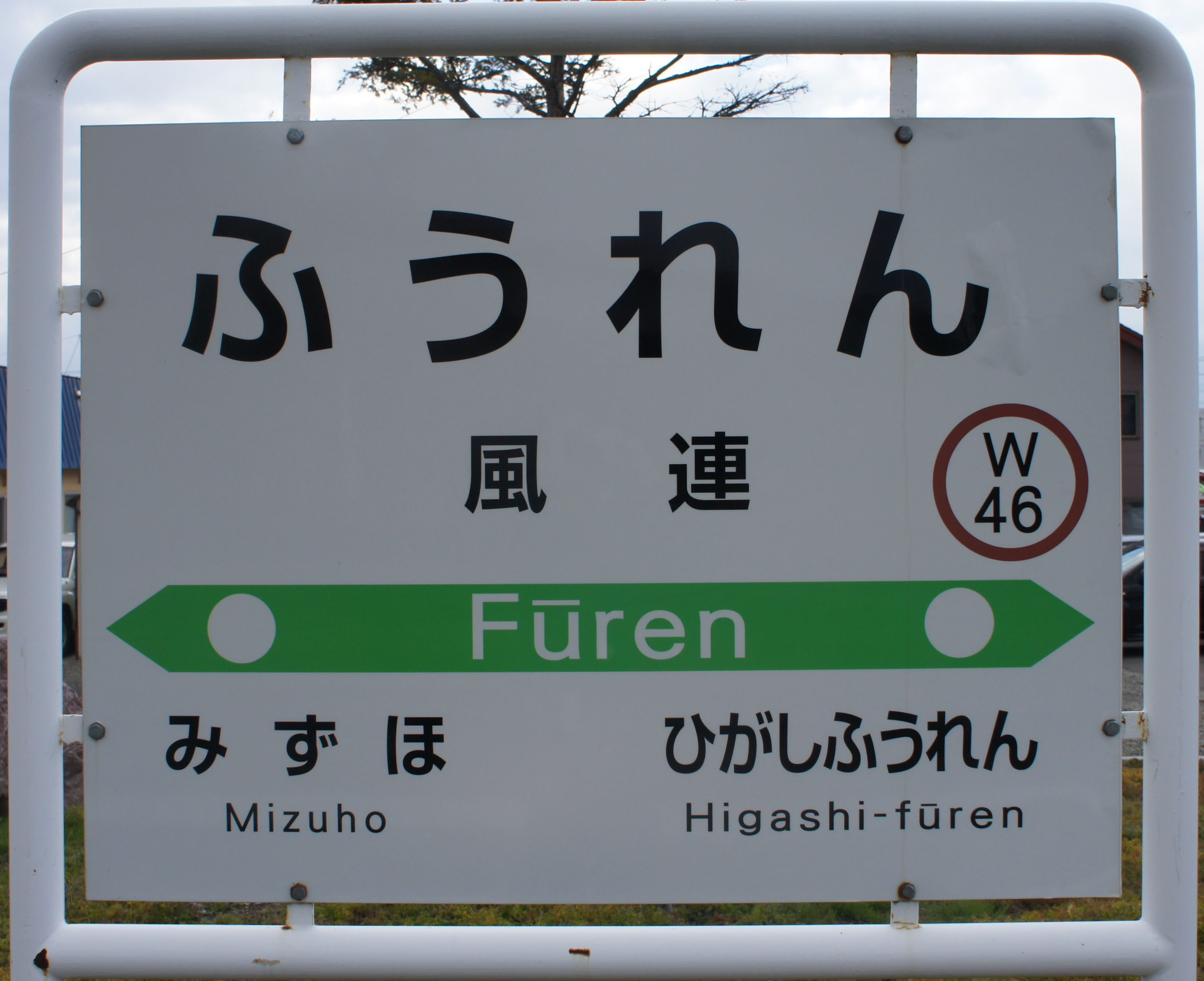
駅名標（2017年10月）

## 利用状況
乗車人員の推移は以下のとおり。年間の値のみ判明している年については、当該年度の日数で除した値を括弧書きで1日平均欄に示す。また、「JR調査」については、当該の年度を最終年とする過去5年間の各調査日における平均である。
| 年度               | 乗車人員 | 乗車人員 | 乗車人員 | 出典       | 備考             |
| 年度               | 年間     | 1日平均  | JR調査   | 出典       | 備考             |
| ------------------ | -------- | -------- | -------- | ---------- | ---------------- |
| 1978年（昭和53年） |          | 253.0    |          | [ 16 ]     |                  |
| 1992年（平成04年） |          | (147.0)  |          | [ 17 ]     | 1日乗降客数294名 |
| 2017年（平成29年） |          |          | 34.4     | [ JR北 1 ] |                  |
| 2019年（令和元年） |          |          | 36.6     | [ JR北 2 ] |                  |
| 2023年（令和05年） |          |          | 32.0     | [ JR北 3 ] |                  |

## 駅周辺
旧風連町の市街に面し、駅正面には街の機能が揃う。高校生の通学利用が多い。駅舎横には旧・風連町が設置したトイレ『さわやかトイレ』がある。
- 北海道道328号風連停車場線
- 国道40号
- 道の駅もち米の里☆なよろ
- 名寄市役所風連庁舎（旧・風連町役場）
- 名寄警察署風連駐在所
- 風連郵便局
- 北星信用金庫風連支店
- 道北なよろ農業協同組合（JA道北なよろ）本所[18]
- 特別養護老人ホーム『しらかばハイツ』
- 北海道風連高等学校
- バス停留所
  - 道北バス、北海道中央バス「風連」停留所
  - 名士バス、士別軌道「風連駅前」停留所

## 隣の駅
北海道旅客鉄道（JR北海道）
■宗谷本線
「なよろ」停車駅
■普通
多寄駅 (W44) - *瑞穂駅 (W45) - 風連駅 (W46) - 名寄高校駅 (W47)
*:一部列車は瑞穂駅を通過する。

### JR北海道
1. ↑  “駅別乗車人員（【別添資料】（2）宗谷本線（旭川・稚内間）の状況）” (PDF). 宗谷線（旭川～稚内間）事業計画（アクションプラン）.   北海道旅客鉄道. pp. 11-12 (2019年4月). 2019年4月18日時点のオリジナルよりアーカイブ。2019年4月18日閲覧。
2. ↑  “駅別乗車人員（【別添資料】（2）宗谷本線（旭川・稚内間）の状況）” (PDF). 宗谷線（旭川～稚内間）第2期事業計画（アクションプラン）. p. 10 (2021年4月16日). 2021年4月19日時点のオリジナルよりアーカイブ。2021年4月29日閲覧。
3. ↑  “宗谷線(旭川・稚内間) 事業の抜本的な改善方策の実現に向けた実行計画(2024(令和6)～2026(令和8)年度)” (PDF).   北海道旅客鉄道 (2024年). 2024年9月8日時点のオリジナルよりアーカイブ。2024年9月8日閲覧。